# Caddo (geslacht)
Caddo is een geslacht van hooiwagens uit de familie Caddidae.
De wetenschappelijke naam Caddo is voor het eerst geldig gepubliceerd door Banks in 1892.

## Soorten
Caddo omvat de volgende 2 soorten:
- Caddo agilis (= Caddo glaucopis)
- Caddo pepperella